# شهرستان کامو
شهرستان کامو (ارمنی: Կամոյի շրջան) یکی از سی و هفت شهرستان در تقسیم‌بندی جمهوری شوروی سوسیالیستی ارمنستان بود. مرکز این شهرستان گاوار بود. طبق سرشماری ۱۹۸۷  سال میلادی جمعیت آن بالغ بر ۵۴٬۶۰۰ تن و مساحت آن ۶۴۶٫۳ کیلومتر مربع بود. 

## مناطق مسکونی
- هایراوانک
- گاندزاک، ارمنستان
- گغارکونیک (روستا)
- تساغکاشن، گغارکونیک
- تسووازارد
- لانجآغبیور
- لچاپ
- کارمیرگیوغ
- نوراتوس
- ساروخان، گغارکونیک

## نگارخانه

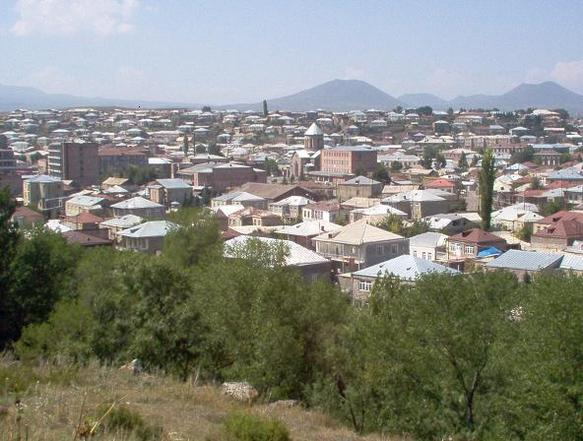
گاوار
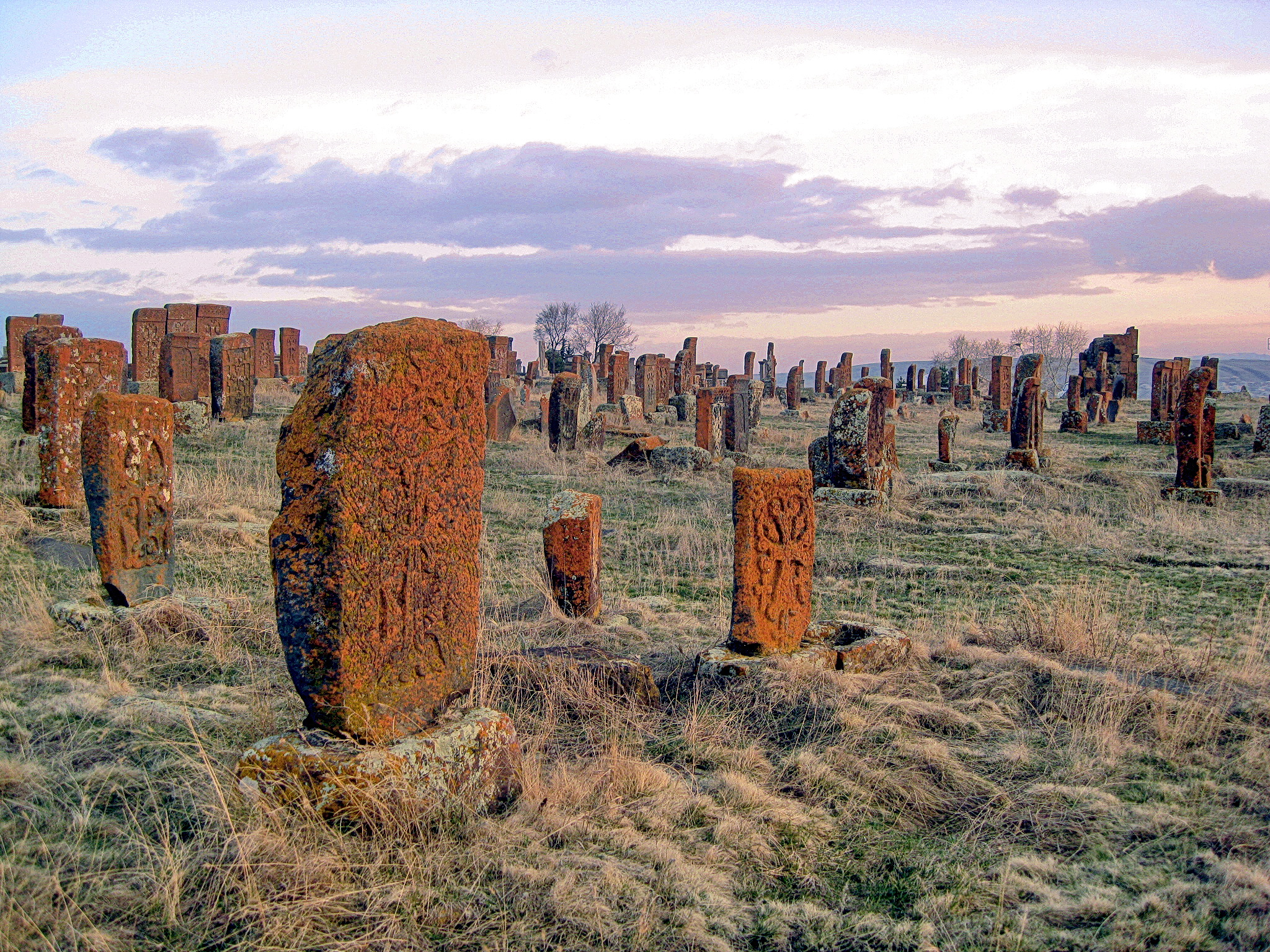
گورستان نوراتوس
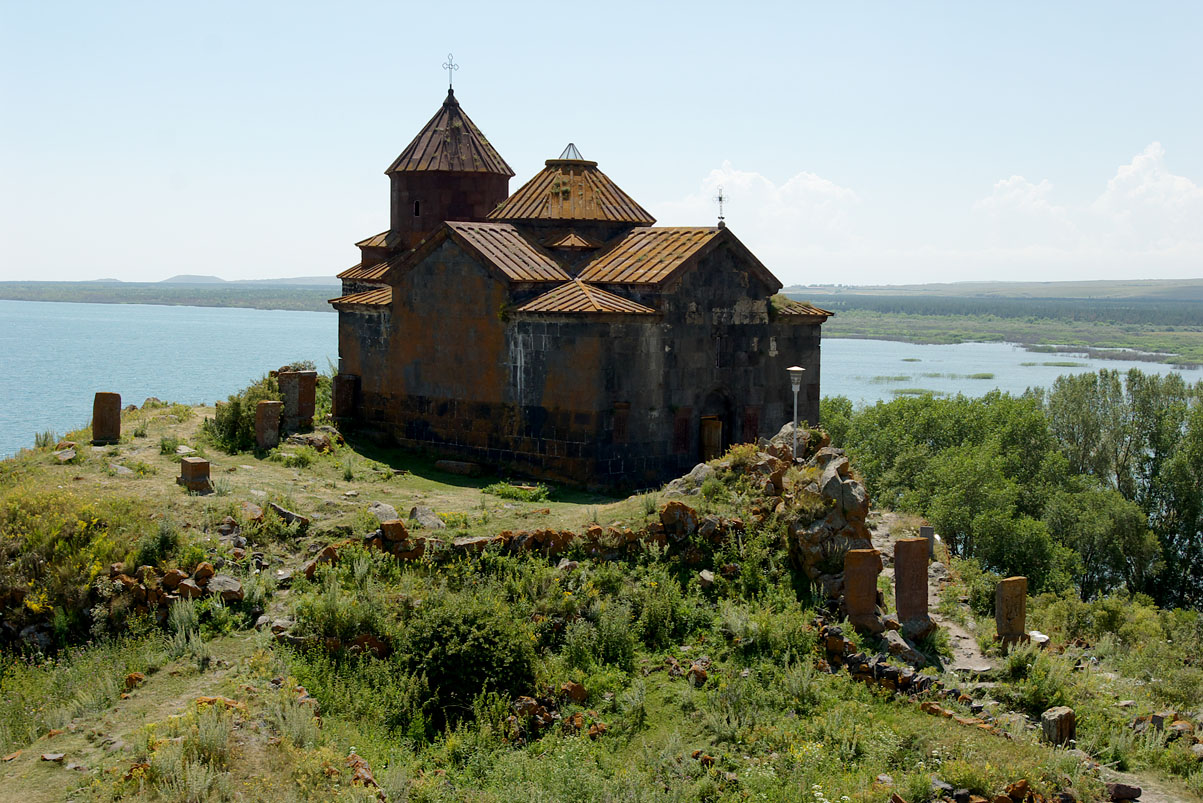
صومعه هایراوانک՝ دریاچه سوان ափին